# Australosymmerus insolitus
Australosymmerus insolitus är en tvåvingeart som först beskrevs av Walker 1836.  Australosymmerus insolitus ingår i släktet Australosymmerus och familjen hårvingsmyggor. Inga underarter finns listade i Catalogue of Life.